# Lise Baron
Pour les articles homonymes, voir Baron.
Lise Baron est une documentariste française. Elle vit à Nantes.

## Biographie
Après des études d’histoire ancienne, Lise Baron travaille comme directrice de production et directrice littéraire pour différentes sociétés de production de documentaires. Elle passe ensuite à la réalisation. Elle réalise son premier film Étudiants, tous à l'usine ! - Itinéraires de maoïstes ouvriers, en 2018. Elle interviewe d'anciens étudiants parisiens qui après mai 1968 sont partis travailler à l'usine.
En 2020, elle réalise un documentaire avec Aurélien Bonnet sur la procréation médicalement assistée. Lise Baron et Aurélien Bonnet ayant eu recours à la PMA, elle confronte leur propre parcours à celui de plusieurs couples.
En 2021, elle réalise son cinquième documentaire. Elle s'attache à Marguerite Duras en tant qu'écrivaine tout en faisant le lien avec son activité de cinéaste et la dimension politique du personnage.

## Réalisations
- 2018 : Étudiants, tous à l'usine ! - Itinéraires de maoïstes ouvriers
- 2018 : La traite atlantique, archipel de la mémoire
- 2019 : Erika, au nom de la mer
- 2020 : Éprouvantes éprouvettes, réalisation de Lise Baron et Aurélien Bonnet
- 2020 : Marguerite, l'écriture et la vie
- 2022 : Dans nos prisons, histoire d'une lutte
- 2023 : les Années sida, à la mort, à la vie
- 2024 : Michel Foucault, le philosophe et le poisson rouge
- 2024 : Gustave Caillebotte, héros discret de l'impressionnisme

## Récompenses
- 2023 : Grand Prix du Jury au Festival du documentaire sur la Justice[5]

## References
1. ↑  « Étudiants, tous à l'usine ! - Itinéraires de maoïstes ouvriers », sur www.film-documentaire.fr, 2019 (consulté le 10 septembre 2021)
2. ↑  « Tous à l'usine, histoires d’ouvriers volontaires : 3 questions à Lise Baron la réalisatrice », sur France 3 Pays de la Loire, 17 mai 2018 (consulté le 10 septembre 2021)
3. ↑  Olivier Brumelot, « DOCUMENTAIRE. “Éprouvantes éprouvettes” : j’attends (longtemps) un enfant », sur France 3 Pays de la Loire, 13 janvier 2021 (consulté le 10 septembre 2021)
4. ↑  « « Marguerite Duras, l’écriture et la vie », sur France 5 : l’intrigante justesse du mot et du silence », Le Monde.fr,‎ 19 février 2021 (lire en ligne, consulté le 10 septembre 2021)
5. ↑  « FESTIVAL DU DOCUMENTAIRE SUR LA JUSTICE : UN GRAND SUCCÈS POUR LA PREMIÈRE ÉDITION À LA MAISON DU BARREAU », sur avocatparis.org (consulté le 9 octobre 2023)